# Тріана (Алабама)
Тріана (англ. Triana) — місто (англ. town) в США, в окрузі Медісон штату Алабама. Населення — 2890 осіб (2020).

## Географія
Тріана розташована за координатами 34°35′32″ пн. ш. 86°44′34″ зх. д. / 34.59222° пн. ш. 86.74278° зх. д. (34.592318, -86.742817). За даними Бюро перепису населення США в 2010 році місто мало площу 3,28 км², з яких 3,23 км² — суходіл та 0,05 км² — водойми.

## Демографія
Згідно з переписом 2010 року, у місті мешкало 496 осіб у 213 домогосподарствах у складі 136 родин. Густота населення становила 151 особа/км². Було 227 помешкань (69/км²).
Расовий склад населення:
| - 74,4 % — чорних або афроамериканців - 21,4 % — білих - 0,4 % — корінних американців - 2,4 % — осіб інших рас |

До двох чи більше рас належало 1,4 %. Частка іспаномовних становила 3,8 % від усіх жителів.
За віковим діапазоном населення розподілялося таким чином: 21,8 % — особи молодші 18 років, 67,5 % — особи у віці 18—64 років, 10,7 % — особи у віці 65 років та старші. Медіана віку мешканця становила 36,6 року. На 100 осіб жіночої статі у місті припадало 79,1 чоловіків; на 100 жінок у віці від 18 років та старших — 72,4 чоловіків також старших 18 років.
Середній дохід на одне домашнє господарство становив 57 828 доларів США (медіана — 41 875), а середній дохід на одну сім'ю — 68 004 долари (медіана — 52 500). За межею бідності перебувало 27,1 % осіб, у тому числі 56,3 % дітей у віці до 18 років та 40,6 % осіб у віці 65 років та старших.
Цивільне працевлаштоване населення становило 268 осіб. Основні галузі зайнятості: виробництво — 22,8 %, освіта, охорона здоров'я та соціальна допомога — 20,1 %, роздрібна торгівля — 17,2 %, науковці, спеціалісти, менеджери — 16,0 %.